# Bahnhof Ketzin
Der Bahnhof Ketzin ist der Bahnhof der Stadt Ketzin/Havel, der seit Einstellung des Güterverkehrs im Jahr 1997 ohne regelmäßigen Verkehr ist. Er war Endbahnhof der Bahnstrecke Nauen–Ketzin der Osthavelländischen Kreisbahnen.

## Geschichte
1893 wurde die Bahnstrecke von Nauen nach Ketzin als erste Strecke der privaten Osthavelländischen Kreisbahnen AG eingeweiht und der Bahnhof Ketzin eröffnet. Ab dem Jahr 1913 wurde der Bahnhof Ketzin Sitz der Hauptwerkstatt. Nach dem Zweiten Weltkrieg wurde die Eisenbahngesellschaft 1946 enteignet. Die Eisenbahn kam mit ihrer gesamten Infrastruktur zunächst zu den Landesbahnen Brandenburg und anschließend zur Deutschen Reichsbahn. Drei Jahre nach der Enteignung wurde Ketzin Bahnbetriebswerk der Deutschen Reichsbahn. Am 21. Mai 1966 endete der Personenverkehr auf der Verbindung zwischen Nauen und Ketzin. Im Güterverkehr war Ketzin weiterhin in Betrieb. So wurde beispielsweise 1984 eine sogenannte neue Farbgebungshalle errichtet. Im Güterverkehr wurde der Bahnhof Ketzin noch bis 1997 bedient.
2007 wurde der Förderverein Bahnhof Ketzin gegründet, der sich zum Ziel machte, das Empfangsgebäude des Bahnhofs zu sanieren und der Öffentlichkeit zugänglich zu machen. Drei Jahre später änderte der Verein seinen Namen in Arbeitsgemeinschaft Osthavelländische Kreisbahnen und übernahm ein drei Kilometer langes Streckenstück und das Ketziner Bahnhofsgelände ohne das Empfangsgebäude und einiger Nebengebäude.

## Bahnhofsgebäude

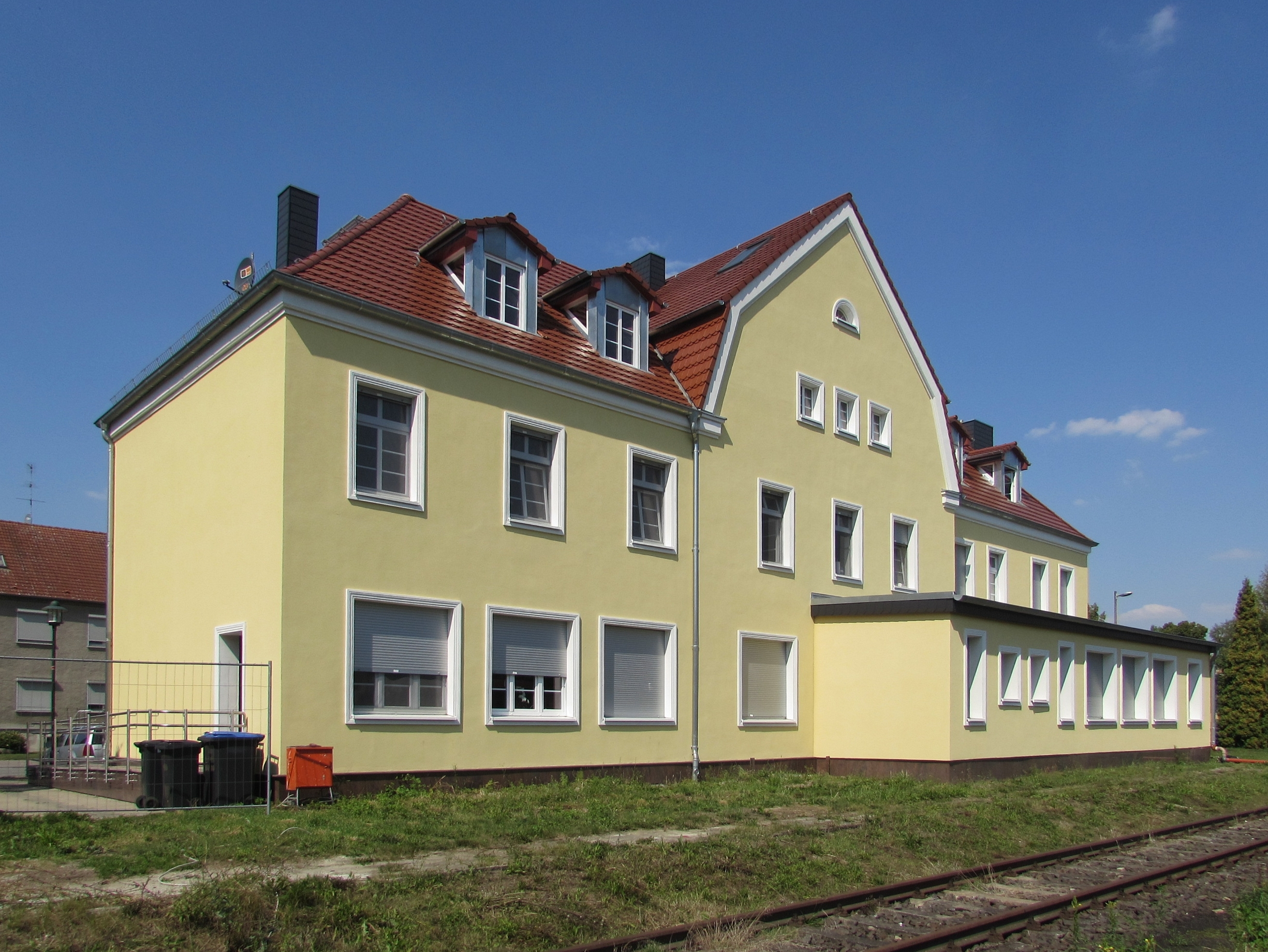
Gleisseite des Empfangsgebäudes

Das ehemalige Empfangsgebäude des Bahnhofs wird als Wohnhaus genutzt. Es ist ein zweistöckiger Putzbau. Die ehemalige Bahnhofshalle wird über einen zweiflügligen Zugang betreten, der über eine dreistufige Freitreppe zu erreichen ist. Der straßenseitige Zugang befindet sich in einem Mittelrisalit, der spiegelbildlich auch auf der Gleisseite besteht. Eine Überdachung des Zugangs läuft in einem schlichten Gesims aus. Die Fenster des Gebäudes sind Sprossen- und Rechteckfenster. Im Giebel des Risalits existieren halbkreisförmige Rundbogenfenster. Die Fenster sind mit profilierten Faschen umrandet. Das längs verlaufende und mit roten Biberschwänzen eingedeckte Dach des Hauses ist ein Walmdach, das quere des Mittelrisalits ein Mansarddach. Als lichte Öffnungen sind beidseits der Risalite und sowohl gleis- als auch straßenseitig Giebelgauben eingearbeitet.

## Bahnhofsgelände
Der Bahnhof Ketzin hat vier Hauptgleise und drei Gleise zum Be- und Entladen. Weitere Gleise führen zu alten Werkstattgebäuden und Lokschuppen.

## Arbeitsgemeinschaft Osthavelländische Kreisbahnen

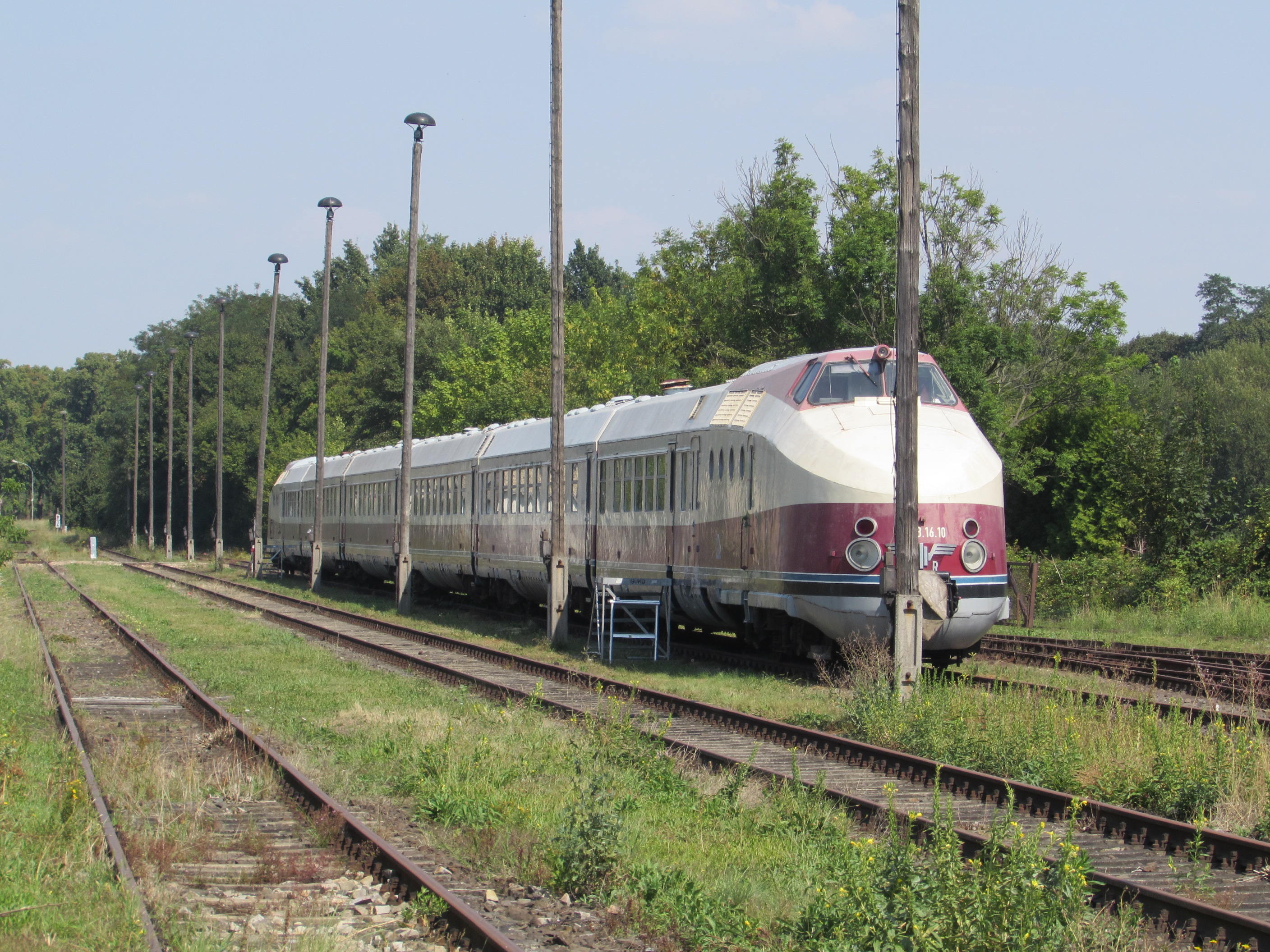
VT 18.16.07 am früheren Standort am Bahnhof Ketzin

Auf dem Gelände des Bahnhofs Ketzin stehen verschiedene historische Lokomotiven, Triebzüge und Wagen der ehemaligen Deutschen Reichsbahn. Unter anderem war bis April 2018 ein Zug der DR-Baureihe VT 18.16 mit der Kennung VT 18.16.07 ausgestellt. Dieser Zug war eine Dauerleihgabe des DB-Museums. Weiterhin befindet sich eine Kleinlokomotive Kö 9180 in Ketzin. Ein Ketziner Nostalgiezug besteht aus zwei- und dreiachsigen Reko-Wagen, die Umbauten von Wagenmaterial der Länderbahnen sind.